# Gymnocalycium eytianum
Gymnocalycium eytianum ist eine Pflanzenart in der Gattung Gymnocalycium aus der Familie der Kakteengewächse (Cactaceae). Das Artepitheton eytianum verweist auf das Vorkommen der Art bei Eyti im bolivianischen Departamento Santa Cruz.

## Beschreibung
Gymnocalycium eytianum wächst einzeln mit blaugrünen, oft bräunlich getönten, niedergedrückt kugelförmigen Trieben, die bei Durchmessern von 20 bis 30 Zentimetern Wuchshöhen von 10 bis 15 Zentimeter erreichen. Die etwa 18 Rippen sind bis zu 1 Zentimeter hoch und gerundet gehöckert. Die vier bis fünf ausgebreiteten, pfriemlichen, bräunlich weißen Dornen weisen eine Länge von 1,5 bis 2,5 Zentimeter auf.
Die weißen Blüten sind 4 bis 4,5 Zentimeter lang.

## Verbreitung und Systematik
Gymnocalycium eytianum ist im bolivianischen Departamento Santa Cruz verbreitet.
Die Erstbeschreibung erfolgte 1958 durch Martín Cárdenas. Ein nomenklatorisches Synonym ist Gymnocalycium pflanzii var. eytianum (Cárdenas) Donald (1971).
Die Art ist nur ungenügend bekannt.

## Nachweise